# Pré-ordem
Em matemática, mais especificamente em teoria da ordem, uma pré-ordem ou quase-ordem é uma relação binária reflexiva e transitiva.
Toda ordem parcial ou relação de equivalência é também uma pré-ordem.

## Definição formal
Seja A um  conjunto e R uma relação binária sobre A (ou seja, R subconjunto de AxA). Então, R é uma pré-ordem sobre A se, e somente se, R é reflexiva e transitiva. Isto é:
{\displaystyle \forall a\in A\ (aRa)}  (propriedade reflexiva)
{\displaystyle \forall (a,b)\in A\times A(aRb\ \land bRc\ \ \Rightarrow aRc)} (propriedade transitiva)
Muitas vezes é usada a notação de par ordenado. Neste caso, escreveríamos:  {\displaystyle (A,R)} é uma pré-ordem.

## Exemplos
- Todo espaço topológico finito gera uma pré-ordem nos seus pontos, na qual x ≤ y se, e somente se, x pertence a toda vizinhança de y.
- Sobre os arcos de um grafo orientado, a relação ser acessível por é uma pré-ordem. Se o digrafo é acíclico, essa relação vira uma ordem.
- Em um anel comutativo, a relação divide é uma pré-ordem.
- Seja {\displaystyle M} um monoide. Definimos a relação {\displaystyle \leq } em {\displaystyle M} como

{\displaystyle x\leq y\iff {\big (}\exists z\in M{\big )}{\big (}xz=y{\big )}}.
Assim, {\displaystyle (M,\leq )} é uma pré-ordem.
- A relação definida por {\displaystyle x\leq y\iff \exists f:x\rightarrow y}, injetora.
- Dada uma relação de pré-ordem {\displaystyle (X,\lesssim )}, então, {\displaystyle \forall \ Y\subset X\ (Y,\lesssim )} também é uma pré-ordem.
- Uma categoria com no máximo um morfismo de algum objeto {\displaystyle x} para algum outro objeto {\displaystyle y} é uma pré-ordem. Neste sentido, categorias "generalizam" pré-ordens aceitando mais do que uma relação entre objetos: cada morfismo é uma relação de pré-ordem diferente.
- Considere o conjunto {\displaystyle {}^{\mathbb {N} }{\mathbb {N} }} de todas as funções do conjunto dos números naturais {\displaystyle {\mathbb {N} }} em {\displaystyle {\mathbb {N} }}. Definimos a relação {\displaystyle \leqslant ^{*}} para {\displaystyle {}^{\mathbb {N} }{\mathbb {N} }} como

{\displaystyle f\leqslant ^{*}g\iff {\big (}\exists N\in {\mathbb {N} }{\big )}{\big (}\forall n\geqslant N{\big )}(f(n)\leqslant g(n){\big )}}
(considerando {\displaystyle \leqslant } como a ordem natural de {\displaystyle {\mathbb {N} }}).
Então {\displaystyle ({}^{\mathbb {N} }{\mathbb {N} },\leqslant ^{*})} é uma pré-ordem.

## Usos
- Toda pré-ordem pode gerar uma topologia, Topologia de Alexandrov e, de fato, toda pré-ordem admite uma bijeção com uma topologia de Alexandrov neste conjunto.
- Pré-ordens podem ser usadas para definir  álgebras interiores.
- Pré-ordens induzem a semântica de Kripke para certos tipos de lógicas modais.

## Esquema de temas relacionados
| Bem ordenado | \| Pré-ordenado \| \\| Relação reflexiva \\| \\| Relação transitiva \\| \| \| Relação reflexiva \| \| \| Relação transitiva \| \| \| Relação reflexiva \| \| Relação transitiva \| \| Pré-ordenado \| \\| Relação reflexiva \\| \\| Relação transitiva \\| \| \| Relação reflexiva \| \| \| Relação transitiva \| \| \| Relação reflexiva \| \| Relação transitiva \| \| Pré-ordenado \| \\| Relação reflexiva \\| \\| Relação transitiva \\| \| \| Relação reflexiva \| \| \| Relação transitiva \| \| \| Relação reflexiva \| \| Relação transitiva \| \| Pré-ordenado \| \\| Relação reflexiva \\| \\| Relação transitiva \\| \| \| Relação reflexiva \| \| \| Relação transitiva \| \| \| Relação reflexiva \| \| Relação transitiva \| \| Pré-ordenado \| \\| Relação reflexiva \\| \\| Relação transitiva \\| \| \| Relação reflexiva \| \| \| Relação transitiva \| \| \| Relação reflexiva \| \| Relação transitiva \| \| Pré-ordenado \| \\| Relação reflexiva \\| \\| Relação transitiva \\| \| \| Relação reflexiva \| \| \| Relação transitiva \| \| \| Relação reflexiva \| \| Relação transitiva \| \| Pré-ordenado \| \\| Relação reflexiva \\| \\| Relação transitiva \\| \| \| Relação reflexiva \| \| \| Relação transitiva \| \| \| Relação reflexiva \| \| Relação transitiva \| \| Pré-ordenado \| \\| Relação reflexiva \\| \\| Relação transitiva \\| \| \| Relação reflexiva \| \| \| Relação transitiva \| \| \| Relação reflexiva \| \| Relação transitiva \| \| Pré-ordenado \| \\| Relação reflexiva \\| \\| Relação transitiva \\| \| \| Relação reflexiva \| \| \| Relação transitiva \| \| \| Relação reflexiva \| \| Relação transitiva \| \| Pré-ordenado \| \\| Relação reflexiva \\| \\| Relação transitiva \\| \| \| Relação reflexiva \| \| \| Relação transitiva \| \| \| Relação reflexiva \| \| Relação transitiva \| \| Pré-ordenado \| \\| Relação reflexiva \\| \\| Relação transitiva \\| \| \| Relação reflexiva \| \| \| Relação transitiva \| \| \| Relação reflexiva \| \| Relação transitiva \| \| Pré-ordenado \| \\| Relação reflexiva \\| \\| Relação transitiva \\| \| \| Relação reflexiva \| \| \| Relação transitiva \| \| \| Relação reflexiva \| \| Relação transitiva \| \| Pré-ordenado \| \\| Relação reflexiva \\| \\| Relação transitiva \\| \| \| Relação reflexiva \| \| \| Relação transitiva \| \| \| Relação reflexiva \| \| Relação transitiva \| \| Pré-ordenado \| \\| Relação reflexiva \\| \\| Relação transitiva \\| \| \| Relação reflexiva \| \| \| Relação transitiva \| \| \| Relação reflexiva \| \| Relação transitiva \| \| Pré-ordenado \| \\| Relação reflexiva \\| \\| Relação transitiva \\| \| \| Relação reflexiva \| \| \| Relação transitiva \| \| \| Relação reflexiva \| \| Relação transitiva \| \| Pré-ordenado \| \\| Relação reflexiva \\| \\| Relação transitiva \\| \| \| Relação reflexiva \| \| \| Relação transitiva \| \| \| Relação reflexiva \| \| Relação transitiva \| |
| \| Pré-ordenado \| \\| Relação reflexiva \\| \\| Relação transitiva \\| \| \| Relação reflexiva \| \| \| Relação transitiva \| \| \| Relação reflexiva \| \| Relação transitiva \| \| Pré-ordenado \| \\| Relação reflexiva \\| \\| Relação transitiva \\| \| \| Relação reflexiva \| \| \| Relação transitiva \| \| \| Relação reflexiva \| \| Relação transitiva \| \| Pré-ordenado \| \\| Relação reflexiva \\| \\| Relação transitiva \\| \| \| Relação reflexiva \| \| \| Relação transitiva \| \| \| Relação reflexiva \| \| Relação transitiva \| \| Pré-ordenado \| \\| Relação reflexiva \\| \\| Relação transitiva \\| \| \| Relação reflexiva \| \| \| Relação transitiva \| \| \| Relação reflexiva \| \| Relação transitiva \| \| Pré-ordenado \| \\| Relação reflexiva \\| \\| Relação transitiva \\| \| \| Relação reflexiva \| \| \| Relação transitiva \| \| \| Relação reflexiva \| \| Relação transitiva \| \| Pré-ordenado \| \\| Relação reflexiva \\| \\| Relação transitiva \\| \| \| Relação reflexiva \| \| \| Relação transitiva \| \| \| Relação reflexiva \| \| Relação transitiva \| \| Pré-ordenado \| \\| Relação reflexiva \\| \\| Relação transitiva \\| \| \| Relação reflexiva \| \| \| Relação transitiva \| \| \| Relação reflexiva \| \| Relação transitiva \| \| Pré-ordenado \| \\| Relação reflexiva \\| \\| Relação transitiva \\| \| \| Relação reflexiva \| \| \| Relação transitiva \| \| \| Relação reflexiva \| \| Relação transitiva \| | |
| Relação bem-fundada | |
| Ordem total | \| Pré-ordenado \| \\| Relação reflexiva \\| \\| Relação transitiva \\| \| \| Relação reflexiva \| \| \| Relação transitiva \| \| \| Relação reflexiva \| \| Relação transitiva \| \| Pré-ordenado \| \\| Relação reflexiva \\| \\| Relação transitiva \\| \| \| Relação reflexiva \| \| \| Relação transitiva \| \| \| Relação reflexiva \| \| Relação transitiva \| \| Pré-ordenado \| \\| Relação reflexiva \\| \\| Relação transitiva \\| \| \| Relação reflexiva \| \| \| Relação transitiva \| \| \| Relação reflexiva \| \| Relação transitiva \| \| Pré-ordenado \| \\| Relação reflexiva \\| \\| Relação transitiva \\| \| \| Relação reflexiva \| \| \| Relação transitiva \| \| \| Relação reflexiva \| \| Relação transitiva \| |
| \| Pré-ordenado \| \\| Relação reflexiva \\| \\| Relação transitiva \\| \| \| Relação reflexiva \| \| \| Relação transitiva \| \| \| Relação reflexiva \| \| Relação transitiva \| \| Pré-ordenado \| \\| Relação reflexiva \\| \\| Relação transitiva \\| \| \| Relação reflexiva \| \| \| Relação transitiva \| \| \| Relação reflexiva \| \| Relação transitiva \| | |
| Relação total | |
| Parcialmente ordenado | \| Pré-ordenado \| \\| Relação reflexiva \\| \\| Relação transitiva \\| \| \| Relação reflexiva \| \| \| Relação transitiva \| \| \| Relação reflexiva \| \| Relação transitiva \| |
| \| Pré-ordenado \| \\| Relação reflexiva \\| \\| Relação transitiva \\| \| \| Relação reflexiva \| \| \| Relação transitiva \| \| | |
| Relação antissimétrica | |
| Pré-ordenado | \| Relação reflexiva \| \| Relação transitiva \| |
| Relação reflexiva | |
| Relação transitiva | |

| Pré-ordenado       | \| Relação reflexiva \| \| Relação transitiva \| |
| Relação reflexiva  |                                                  |
| Relação transitiva |                                                  |

| Relação reflexiva  |
| Relação transitiva |

| Pré-ordenado       | \| Relação reflexiva \| \| Relação transitiva \| |
| Relação reflexiva  |                                                  |
| Relação transitiva |                                                  |

| Relação reflexiva  |
| Relação transitiva |

| Pré-ordenado       | \| Relação reflexiva \| \| Relação transitiva \| |
| Relação reflexiva  |                                                  |
| Relação transitiva |                                                  |

| Relação reflexiva  |
| Relação transitiva |

| Pré-ordenado       | \| Relação reflexiva \| \| Relação transitiva \| |
| Relação reflexiva  |                                                  |
| Relação transitiva |                                                  |

| Relação reflexiva  |
| Relação transitiva |

| Pré-ordenado       | \| Relação reflexiva \| \| Relação transitiva \| |
| Relação reflexiva  |                                                  |
| Relação transitiva |                                                  |

| Relação reflexiva  |
| Relação transitiva |

| Pré-ordenado       | \| Relação reflexiva \| \| Relação transitiva \| |
| Relação reflexiva  |                                                  |
| Relação transitiva |                                                  |

| Relação reflexiva  |
| Relação transitiva |

| Pré-ordenado       | \| Relação reflexiva \| \| Relação transitiva \| |
| Relação reflexiva  |                                                  |
| Relação transitiva |                                                  |

| Relação reflexiva  |
| Relação transitiva |

| Pré-ordenado       | \| Relação reflexiva \| \| Relação transitiva \| |
| Relação reflexiva  |                                                  |
| Relação transitiva |                                                  |

| Relação reflexiva  |
| Relação transitiva |

| Pré-ordenado       | \| Relação reflexiva \| \| Relação transitiva \| |
| Relação reflexiva  |                                                  |
| Relação transitiva |                                                  |

| Relação reflexiva  |
| Relação transitiva |

| Pré-ordenado       | \| Relação reflexiva \| \| Relação transitiva \| |
| Relação reflexiva  |                                                  |
| Relação transitiva |                                                  |

| Relação reflexiva  |
| Relação transitiva |

| Pré-ordenado       | \| Relação reflexiva \| \| Relação transitiva \| |
| Relação reflexiva  |                                                  |
| Relação transitiva |                                                  |

| Relação reflexiva  |
| Relação transitiva |

| Pré-ordenado       | \| Relação reflexiva \| \| Relação transitiva \| |
| Relação reflexiva  |                                                  |
| Relação transitiva |                                                  |

| Relação reflexiva  |
| Relação transitiva |

| Pré-ordenado       | \| Relação reflexiva \| \| Relação transitiva \| |
| Relação reflexiva  |                                                  |
| Relação transitiva |                                                  |

| Relação reflexiva  |
| Relação transitiva |

| Pré-ordenado       | \| Relação reflexiva \| \| Relação transitiva \| |
| Relação reflexiva  |                                                  |
| Relação transitiva |                                                  |

| Relação reflexiva  |
| Relação transitiva |

| Pré-ordenado       | \| Relação reflexiva \| \| Relação transitiva \| |
| Relação reflexiva  |                                                  |
| Relação transitiva |                                                  |

| Relação reflexiva  |
| Relação transitiva |

| Pré-ordenado       | \| Relação reflexiva \| \| Relação transitiva \| |
| Relação reflexiva  |                                                  |
| Relação transitiva |                                                  |

| Relação reflexiva  |
| Relação transitiva |

| Pré-ordenado       | \| Relação reflexiva \| \| Relação transitiva \| |
| Relação reflexiva  |                                                  |
| Relação transitiva |                                                  |

| Relação reflexiva  |
| Relação transitiva |

| Pré-ordenado       | \| Relação reflexiva \| \| Relação transitiva \| |
| Relação reflexiva  |                                                  |
| Relação transitiva |                                                  |

| Relação reflexiva  |
| Relação transitiva |

| Pré-ordenado       | \| Relação reflexiva \| \| Relação transitiva \| |
| Relação reflexiva  |                                                  |
| Relação transitiva |                                                  |

| Relação reflexiva  |
| Relação transitiva |

| Pré-ordenado       | \| Relação reflexiva \| \| Relação transitiva \| |
| Relação reflexiva  |                                                  |
| Relação transitiva |                                                  |

| Relação reflexiva  |
| Relação transitiva |

| Pré-ordenado       | \| Relação reflexiva \| \| Relação transitiva \| |
| Relação reflexiva  |                                                  |
| Relação transitiva |                                                  |

| Relação reflexiva  |
| Relação transitiva |

| Pré-ordenado       | \| Relação reflexiva \| \| Relação transitiva \| |
| Relação reflexiva  |                                                  |
| Relação transitiva |                                                  |

| Relação reflexiva  |
| Relação transitiva |

| Pré-ordenado       | \| Relação reflexiva \| \| Relação transitiva \| |
| Relação reflexiva  |                                                  |
| Relação transitiva |                                                  |

| Relação reflexiva  |
| Relação transitiva |

| Pré-ordenado       | \| Relação reflexiva \| \| Relação transitiva \| |
| Relação reflexiva  |                                                  |
| Relação transitiva |                                                  |

| Relação reflexiva  |
| Relação transitiva |

| Pré-ordenado       | \| Relação reflexiva \| \| Relação transitiva \| |
| Relação reflexiva  |                                                  |
| Relação transitiva |                                                  |

| Relação reflexiva  |
| Relação transitiva |

| Pré-ordenado       | \| Relação reflexiva \| \| Relação transitiva \| |
| Relação reflexiva  |                                                  |
| Relação transitiva |                                                  |

| Relação reflexiva  |
| Relação transitiva |

| Pré-ordenado       | \| Relação reflexiva \| \| Relação transitiva \| |
| Relação reflexiva  |                                                  |
| Relação transitiva |                                                  |

| Relação reflexiva  |
| Relação transitiva |

| Pré-ordenado       | \| Relação reflexiva \| \| Relação transitiva \| |
| Relação reflexiva  |                                                  |
| Relação transitiva |                                                  |

| Relação reflexiva  |
| Relação transitiva |

| Pré-ordenado       | \| Relação reflexiva \| \| Relação transitiva \| |
| Relação reflexiva  |                                                  |
| Relação transitiva |                                                  |

| Relação reflexiva  |
| Relação transitiva |

| Pré-ordenado       | \| Relação reflexiva \| \| Relação transitiva \| |
| Relação reflexiva  |                                                  |
| Relação transitiva |                                                  |

| Relação reflexiva  |
| Relação transitiva |

| Pré-ordenado       | \| Relação reflexiva \| \| Relação transitiva \| |
| Relação reflexiva  |                                                  |
| Relação transitiva |                                                  |

| Relação reflexiva  |
| Relação transitiva |

| Pré-ordenado       | \| Relação reflexiva \| \| Relação transitiva \| |
| Relação reflexiva  |                                                  |
| Relação transitiva |                                                  |

| Relação reflexiva  |
| Relação transitiva |

| Pré-ordenado       | \| Relação reflexiva \| \| Relação transitiva \| |
| Relação reflexiva  |                                                  |
| Relação transitiva |                                                  |

| Relação reflexiva  |
| Relação transitiva |

| Pré-ordenado       | \| Relação reflexiva \| \| Relação transitiva \| |
| Relação reflexiva  |                                                  |
| Relação transitiva |                                                  |

| Relação reflexiva  |
| Relação transitiva |

| Pré-ordenado       | \| Relação reflexiva \| \| Relação transitiva \| |
| Relação reflexiva  |                                                  |
| Relação transitiva |                                                  |

| Relação reflexiva  |
| Relação transitiva |

| Pré-ordenado       | \| Relação reflexiva \| \| Relação transitiva \| |
| Relação reflexiva  |                                                  |
| Relação transitiva |                                                  |

| Relação reflexiva  |
| Relação transitiva |

| Pré-ordenado       | \| Relação reflexiva \| \| Relação transitiva \| |
| Relação reflexiva  |                                                  |
| Relação transitiva |                                                  |

| Relação reflexiva  |
| Relação transitiva |

| Pré-ordenado       | \| Relação reflexiva \| \| Relação transitiva \| |
| Relação reflexiva  |                                                  |
| Relação transitiva |                                                  |

| Relação reflexiva  |
| Relação transitiva |

| Pré-ordenado       | \| Relação reflexiva \| \| Relação transitiva \| |
| Relação reflexiva  |                                                  |
| Relação transitiva |                                                  |

| Relação reflexiva  |
| Relação transitiva |

| Pré-ordenado       | \| Relação reflexiva \| \| Relação transitiva \| |
| Relação reflexiva  |                                                  |
| Relação transitiva |                                                  |

| Relação reflexiva  |
| Relação transitiva |

| Pré-ordenado       | \| Relação reflexiva \| \| Relação transitiva \| |
| Relação reflexiva  |                                                  |
| Relação transitiva |                                                  |

| Relação reflexiva  |
| Relação transitiva |

| Pré-ordenado       | \| Relação reflexiva \| \| Relação transitiva \| |
| Relação reflexiva  |                                                  |
| Relação transitiva |                                                  |

| Relação reflexiva  |
| Relação transitiva |

| Pré-ordenado       | \| Relação reflexiva \| \| Relação transitiva \| |
| Relação reflexiva  |                                                  |
| Relação transitiva |                                                  |

| Relação reflexiva  |
| Relação transitiva |

| Pré-ordenado       | \| Relação reflexiva \| \| Relação transitiva \| |
| Relação reflexiva  |                                                  |
| Relação transitiva |                                                  |

| Relação reflexiva  |
| Relação transitiva |

| Pré-ordenado       | \| Relação reflexiva \| \| Relação transitiva \| |
| Relação reflexiva  |                                                  |
| Relação transitiva |                                                  |

| Relação reflexiva  |
| Relação transitiva |

| Pré-ordenado       | \| Relação reflexiva \| \| Relação transitiva \| |
| Relação reflexiva  |                                                  |
| Relação transitiva |                                                  |

| Relação reflexiva  |
| Relação transitiva |

| Pré-ordenado       | \| Relação reflexiva \| \| Relação transitiva \| |
| Relação reflexiva  |                                                  |
| Relação transitiva |                                                  |

| Relação reflexiva  |
| Relação transitiva |

| Pré-ordenado       | \| Relação reflexiva \| \| Relação transitiva \| |
| Relação reflexiva  |                                                  |
| Relação transitiva |                                                  |

| Relação reflexiva  |
| Relação transitiva |

| Pré-ordenado       | \| Relação reflexiva \| \| Relação transitiva \| |
| Relação reflexiva  |                                                  |
| Relação transitiva |                                                  |

| Relação reflexiva  |
| Relação transitiva |

| Pré-ordenado       | \| Relação reflexiva \| \| Relação transitiva \| |
| Relação reflexiva  |                                                  |
| Relação transitiva |                                                  |

| Relação reflexiva  |
| Relação transitiva |

| Pré-ordenado       | \| Relação reflexiva \| \| Relação transitiva \| |
| Relação reflexiva  |                                                  |
| Relação transitiva |                                                  |

| Relação reflexiva  |
| Relação transitiva |

| Pré-ordenado       | \| Relação reflexiva \| \| Relação transitiva \| |
| Relação reflexiva  |                                                  |
| Relação transitiva |                                                  |

| Relação reflexiva  |
| Relação transitiva |

| Pré-ordenado       | \| Relação reflexiva \| \| Relação transitiva \| |
| Relação reflexiva  |                                                  |
| Relação transitiva |                                                  |

| Relação reflexiva  |
| Relação transitiva |

| Pré-ordenado       | \| Relação reflexiva \| \| Relação transitiva \| |
| Relação reflexiva  |                                                  |
| Relação transitiva |                                                  |

| Relação reflexiva  |
| Relação transitiva |

| Pré-ordenado       | \| Relação reflexiva \| \| Relação transitiva \| |
| Relação reflexiva  |                                                  |
| Relação transitiva |                                                  |

| Relação reflexiva  |
| Relação transitiva |

| Pré-ordenado       | \| Relação reflexiva \| \| Relação transitiva \| |
| Relação reflexiva  |                                                  |
| Relação transitiva |                                                  |

| Relação reflexiva  |
| Relação transitiva |

| Pré-ordenado       | \| Relação reflexiva \| \| Relação transitiva \| |
| Relação reflexiva  |                                                  |
| Relação transitiva |                                                  |

| Relação reflexiva  |
| Relação transitiva |

| Pré-ordenado       | \| Relação reflexiva \| \| Relação transitiva \| |
| Relação reflexiva  |                                                  |
| Relação transitiva |                                                  |

| Relação reflexiva  |
| Relação transitiva |

| Pré-ordenado       | \| Relação reflexiva \| \| Relação transitiva \| |
| Relação reflexiva  |                                                  |
| Relação transitiva |                                                  |

| Relação reflexiva  |
| Relação transitiva |

| Pré-ordenado       | \| Relação reflexiva \| \| Relação transitiva \| |
| Relação reflexiva  |                                                  |
| Relação transitiva |                                                  |

| Relação reflexiva  |
| Relação transitiva |

| Pré-ordenado       | \| Relação reflexiva \| \| Relação transitiva \| |
| Relação reflexiva  |                                                  |
| Relação transitiva |                                                  |

| Relação reflexiva  |
| Relação transitiva |

| Pré-ordenado       | \| Relação reflexiva \| \| Relação transitiva \| |
| Relação reflexiva  |                                                  |
| Relação transitiva |                                                  |

| Relação reflexiva  |
| Relação transitiva |

| Pré-ordenado       | \| Relação reflexiva \| \| Relação transitiva \| |
| Relação reflexiva  |                                                  |
| Relação transitiva |                                                  |

| Relação reflexiva  |
| Relação transitiva |

| Pré-ordenado       | \| Relação reflexiva \| \| Relação transitiva \| |
| Relação reflexiva  |                                                  |
| Relação transitiva |                                                  |

| Relação reflexiva  |
| Relação transitiva |

| Bem ordenado | \| Pré-ordenado \| \\| Relação reflexiva \\| \\| Relação transitiva \\| \| \| Relação reflexiva \| \| \| Relação transitiva \| \| \| Relação reflexiva \| \| Relação transitiva \| \| Pré-ordenado \| \\| Relação reflexiva \\| \\| Relação transitiva \\| \| \| Relação reflexiva \| \| \| Relação transitiva \| \| \| Relação reflexiva \| \| Relação transitiva \| \| Pré-ordenado \| \\| Relação reflexiva \\| \\| Relação transitiva \\| \| \| Relação reflexiva \| \| \| Relação transitiva \| \| \| Relação reflexiva \| \| Relação transitiva \| \| Pré-ordenado \| \\| Relação reflexiva \\| \\| Relação transitiva \\| \| \| Relação reflexiva \| \| \| Relação transitiva \| \| \| Relação reflexiva \| \| Relação transitiva \| \| Pré-ordenado \| \\| Relação reflexiva \\| \\| Relação transitiva \\| \| \| Relação reflexiva \| \| \| Relação transitiva \| \| \| Relação reflexiva \| \| Relação transitiva \| \| Pré-ordenado \| \\| Relação reflexiva \\| \\| Relação transitiva \\| \| \| Relação reflexiva \| \| \| Relação transitiva \| \| \| Relação reflexiva \| \| Relação transitiva \| \| Pré-ordenado \| \\| Relação reflexiva \\| \\| Relação transitiva \\| \| \| Relação reflexiva \| \| \| Relação transitiva \| \| \| Relação reflexiva \| \| Relação transitiva \| \| Pré-ordenado \| \\| Relação reflexiva \\| \\| Relação transitiva \\| \| \| Relação reflexiva \| \| \| Relação transitiva \| \| \| Relação reflexiva \| \| Relação transitiva \| \| Pré-ordenado \| \\| Relação reflexiva \\| \\| Relação transitiva \\| \| \| Relação reflexiva \| \| \| Relação transitiva \| \| \| Relação reflexiva \| \| Relação transitiva \| \| Pré-ordenado \| \\| Relação reflexiva \\| \\| Relação transitiva \\| \| \| Relação reflexiva \| \| \| Relação transitiva \| \| \| Relação reflexiva \| \| Relação transitiva \| \| Pré-ordenado \| \\| Relação reflexiva \\| \\| Relação transitiva \\| \| \| Relação reflexiva \| \| \| Relação transitiva \| \| \| Relação reflexiva \| \| Relação transitiva \| \| Pré-ordenado \| \\| Relação reflexiva \\| \\| Relação transitiva \\| \| \| Relação reflexiva \| \| \| Relação transitiva \| \| \| Relação reflexiva \| \| Relação transitiva \| \| Pré-ordenado \| \\| Relação reflexiva \\| \\| Relação transitiva \\| \| \| Relação reflexiva \| \| \| Relação transitiva \| \| \| Relação reflexiva \| \| Relação transitiva \| \| Pré-ordenado \| \\| Relação reflexiva \\| \\| Relação transitiva \\| \| \| Relação reflexiva \| \| \| Relação transitiva \| \| \| Relação reflexiva \| \| Relação transitiva \| \| Pré-ordenado \| \\| Relação reflexiva \\| \\| Relação transitiva \\| \| \| Relação reflexiva \| \| \| Relação transitiva \| \| \| Relação reflexiva \| \| Relação transitiva \| \| Pré-ordenado \| \\| Relação reflexiva \\| \\| Relação transitiva \\| \| \| Relação reflexiva \| \| \| Relação transitiva \| \| \| Relação reflexiva \| \| Relação transitiva \| |
| \| Pré-ordenado \| \\| Relação reflexiva \\| \\| Relação transitiva \\| \| \| Relação reflexiva \| \| \| Relação transitiva \| \| \| Relação reflexiva \| \| Relação transitiva \| \| Pré-ordenado \| \\| Relação reflexiva \\| \\| Relação transitiva \\| \| \| Relação reflexiva \| \| \| Relação transitiva \| \| \| Relação reflexiva \| \| Relação transitiva \| \| Pré-ordenado \| \\| Relação reflexiva \\| \\| Relação transitiva \\| \| \| Relação reflexiva \| \| \| Relação transitiva \| \| \| Relação reflexiva \| \| Relação transitiva \| \| Pré-ordenado \| \\| Relação reflexiva \\| \\| Relação transitiva \\| \| \| Relação reflexiva \| \| \| Relação transitiva \| \| \| Relação reflexiva \| \| Relação transitiva \| \| Pré-ordenado \| \\| Relação reflexiva \\| \\| Relação transitiva \\| \| \| Relação reflexiva \| \| \| Relação transitiva \| \| \| Relação reflexiva \| \| Relação transitiva \| \| Pré-ordenado \| \\| Relação reflexiva \\| \\| Relação transitiva \\| \| \| Relação reflexiva \| \| \| Relação transitiva \| \| \| Relação reflexiva \| \| Relação transitiva \| \| Pré-ordenado \| \\| Relação reflexiva \\| \\| Relação transitiva \\| \| \| Relação reflexiva \| \| \| Relação transitiva \| \| \| Relação reflexiva \| \| Relação transitiva \| \| Pré-ordenado \| \\| Relação reflexiva \\| \\| Relação transitiva \\| \| \| Relação reflexiva \| \| \| Relação transitiva \| \| \| Relação reflexiva \| \| Relação transitiva \| | |
| Relação bem-fundada | |
| Ordem total | \| Pré-ordenado \| \\| Relação reflexiva \\| \\| Relação transitiva \\| \| \| Relação reflexiva \| \| \| Relação transitiva \| \| \| Relação reflexiva \| \| Relação transitiva \| \| Pré-ordenado \| \\| Relação reflexiva \\| \\| Relação transitiva \\| \| \| Relação reflexiva \| \| \| Relação transitiva \| \| \| Relação reflexiva \| \| Relação transitiva \| \| Pré-ordenado \| \\| Relação reflexiva \\| \\| Relação transitiva \\| \| \| Relação reflexiva \| \| \| Relação transitiva \| \| \| Relação reflexiva \| \| Relação transitiva \| \| Pré-ordenado \| \\| Relação reflexiva \\| \\| Relação transitiva \\| \| \| Relação reflexiva \| \| \| Relação transitiva \| \| \| Relação reflexiva \| \| Relação transitiva \| |
| \| Pré-ordenado \| \\| Relação reflexiva \\| \\| Relação transitiva \\| \| \| Relação reflexiva \| \| \| Relação transitiva \| \| \| Relação reflexiva \| \| Relação transitiva \| \| Pré-ordenado \| \\| Relação reflexiva \\| \\| Relação transitiva \\| \| \| Relação reflexiva \| \| \| Relação transitiva \| \| \| Relação reflexiva \| \| Relação transitiva \| | |
| Relação total | |
| Parcialmente ordenado | \| Pré-ordenado \| \\| Relação reflexiva \\| \\| Relação transitiva \\| \| \| Relação reflexiva \| \| \| Relação transitiva \| \| \| Relação reflexiva \| \| Relação transitiva \| |
| \| Pré-ordenado \| \\| Relação reflexiva \\| \\| Relação transitiva \\| \| \| Relação reflexiva \| \| \| Relação transitiva \| \| | |
| Relação antissimétrica | |
| Pré-ordenado | \| Relação reflexiva \| \| Relação transitiva \| |
| Relação reflexiva | |
| Relação transitiva | |

| Pré-ordenado       | \| Relação reflexiva \| \| Relação transitiva \| |
| Relação reflexiva  |                                                  |
| Relação transitiva |                                                  |

| Relação reflexiva  |
| Relação transitiva |

| Pré-ordenado       | \| Relação reflexiva \| \| Relação transitiva \| |
| Relação reflexiva  |                                                  |
| Relação transitiva |                                                  |

| Relação reflexiva  |
| Relação transitiva |

| Pré-ordenado       | \| Relação reflexiva \| \| Relação transitiva \| |
| Relação reflexiva  |                                                  |
| Relação transitiva |                                                  |

| Relação reflexiva  |
| Relação transitiva |

| Pré-ordenado       | \| Relação reflexiva \| \| Relação transitiva \| |
| Relação reflexiva  |                                                  |
| Relação transitiva |                                                  |

| Relação reflexiva  |
| Relação transitiva |

| Pré-ordenado       | \| Relação reflexiva \| \| Relação transitiva \| |
| Relação reflexiva  |                                                  |
| Relação transitiva |                                                  |

| Relação reflexiva  |
| Relação transitiva |

| Pré-ordenado       | \| Relação reflexiva \| \| Relação transitiva \| |
| Relação reflexiva  |                                                  |
| Relação transitiva |                                                  |

| Relação reflexiva  |
| Relação transitiva |

| Pré-ordenado       | \| Relação reflexiva \| \| Relação transitiva \| |
| Relação reflexiva  |                                                  |
| Relação transitiva |                                                  |

| Relação reflexiva  |
| Relação transitiva |

| Pré-ordenado       | \| Relação reflexiva \| \| Relação transitiva \| |
| Relação reflexiva  |                                                  |
| Relação transitiva |                                                  |

| Relação reflexiva  |
| Relação transitiva |

| Pré-ordenado       | \| Relação reflexiva \| \| Relação transitiva \| |
| Relação reflexiva  |                                                  |
| Relação transitiva |                                                  |

| Relação reflexiva  |
| Relação transitiva |

| Pré-ordenado       | \| Relação reflexiva \| \| Relação transitiva \| |
| Relação reflexiva  |                                                  |
| Relação transitiva |                                                  |

| Relação reflexiva  |
| Relação transitiva |

| Pré-ordenado       | \| Relação reflexiva \| \| Relação transitiva \| |
| Relação reflexiva  |                                                  |
| Relação transitiva |                                                  |

| Relação reflexiva  |
| Relação transitiva |

| Pré-ordenado       | \| Relação reflexiva \| \| Relação transitiva \| |
| Relação reflexiva  |                                                  |
| Relação transitiva |                                                  |

| Relação reflexiva  |
| Relação transitiva |

| Pré-ordenado       | \| Relação reflexiva \| \| Relação transitiva \| |
| Relação reflexiva  |                                                  |
| Relação transitiva |                                                  |

| Relação reflexiva  |
| Relação transitiva |

| Pré-ordenado       | \| Relação reflexiva \| \| Relação transitiva \| |
| Relação reflexiva  |                                                  |
| Relação transitiva |                                                  |

| Relação reflexiva  |
| Relação transitiva |

| Pré-ordenado       | \| Relação reflexiva \| \| Relação transitiva \| |
| Relação reflexiva  |                                                  |
| Relação transitiva |                                                  |

| Relação reflexiva  |
| Relação transitiva |

| Pré-ordenado       | \| Relação reflexiva \| \| Relação transitiva \| |
| Relação reflexiva  |                                                  |
| Relação transitiva |                                                  |

| Relação reflexiva  |
| Relação transitiva |

| Pré-ordenado       | \| Relação reflexiva \| \| Relação transitiva \| |
| Relação reflexiva  |                                                  |
| Relação transitiva |                                                  |

| Relação reflexiva  |
| Relação transitiva |

| Pré-ordenado       | \| Relação reflexiva \| \| Relação transitiva \| |
| Relação reflexiva  |                                                  |
| Relação transitiva |                                                  |

| Relação reflexiva  |
| Relação transitiva |

| Pré-ordenado       | \| Relação reflexiva \| \| Relação transitiva \| |
| Relação reflexiva  |                                                  |
| Relação transitiva |                                                  |

| Relação reflexiva  |
| Relação transitiva |

| Pré-ordenado       | \| Relação reflexiva \| \| Relação transitiva \| |
| Relação reflexiva  |                                                  |
| Relação transitiva |                                                  |

| Relação reflexiva  |
| Relação transitiva |

| Pré-ordenado       | \| Relação reflexiva \| \| Relação transitiva \| |
| Relação reflexiva  |                                                  |
| Relação transitiva |                                                  |

| Relação reflexiva  |
| Relação transitiva |

| Pré-ordenado       | \| Relação reflexiva \| \| Relação transitiva \| |
| Relação reflexiva  |                                                  |
| Relação transitiva |                                                  |

| Relação reflexiva  |
| Relação transitiva |

| Pré-ordenado       | \| Relação reflexiva \| \| Relação transitiva \| |
| Relação reflexiva  |                                                  |
| Relação transitiva |                                                  |

| Relação reflexiva  |
| Relação transitiva |

| Pré-ordenado       | \| Relação reflexiva \| \| Relação transitiva \| |
| Relação reflexiva  |                                                  |
| Relação transitiva |                                                  |

| Relação reflexiva  |
| Relação transitiva |

| Pré-ordenado       | \| Relação reflexiva \| \| Relação transitiva \| |
| Relação reflexiva  |                                                  |
| Relação transitiva |                                                  |

| Relação reflexiva  |
| Relação transitiva |

| Pré-ordenado       | \| Relação reflexiva \| \| Relação transitiva \| |
| Relação reflexiva  |                                                  |
| Relação transitiva |                                                  |

| Relação reflexiva  |
| Relação transitiva |

| Pré-ordenado       | \| Relação reflexiva \| \| Relação transitiva \| |
| Relação reflexiva  |                                                  |
| Relação transitiva |                                                  |

| Relação reflexiva  |
| Relação transitiva |

| Pré-ordenado       | \| Relação reflexiva \| \| Relação transitiva \| |
| Relação reflexiva  |                                                  |
| Relação transitiva |                                                  |

| Relação reflexiva  |
| Relação transitiva |

| Pré-ordenado       | \| Relação reflexiva \| \| Relação transitiva \| |
| Relação reflexiva  |                                                  |
| Relação transitiva |                                                  |

| Relação reflexiva  |
| Relação transitiva |

| Pré-ordenado       | \| Relação reflexiva \| \| Relação transitiva \| |
| Relação reflexiva  |                                                  |
| Relação transitiva |                                                  |

| Relação reflexiva  |
| Relação transitiva |

| Pré-ordenado       | \| Relação reflexiva \| \| Relação transitiva \| |
| Relação reflexiva  |                                                  |
| Relação transitiva |                                                  |

| Relação reflexiva  |
| Relação transitiva |

| Pré-ordenado       | \| Relação reflexiva \| \| Relação transitiva \| |
| Relação reflexiva  |                                                  |
| Relação transitiva |                                                  |

| Relação reflexiva  |
| Relação transitiva |

| Pré-ordenado       | \| Relação reflexiva \| \| Relação transitiva \| |
| Relação reflexiva  |                                                  |
| Relação transitiva |                                                  |

| Relação reflexiva  |
| Relação transitiva |

| Pré-ordenado       | \| Relação reflexiva \| \| Relação transitiva \| |
| Relação reflexiva  |                                                  |
| Relação transitiva |                                                  |

| Relação reflexiva  |
| Relação transitiva |

| Pré-ordenado       | \| Relação reflexiva \| \| Relação transitiva \| |
| Relação reflexiva  |                                                  |
| Relação transitiva |                                                  |

| Relação reflexiva  |
| Relação transitiva |

| Pré-ordenado       | \| Relação reflexiva \| \| Relação transitiva \| |
| Relação reflexiva  |                                                  |
| Relação transitiva |                                                  |

| Relação reflexiva  |
| Relação transitiva |

| Pré-ordenado       | \| Relação reflexiva \| \| Relação transitiva \| |
| Relação reflexiva  |                                                  |
| Relação transitiva |                                                  |

| Relação reflexiva  |
| Relação transitiva |

| Pré-ordenado       | \| Relação reflexiva \| \| Relação transitiva \| |
| Relação reflexiva  |                                                  |
| Relação transitiva |                                                  |

| Relação reflexiva  |
| Relação transitiva |

| Pré-ordenado       | \| Relação reflexiva \| \| Relação transitiva \| |
| Relação reflexiva  |                                                  |
| Relação transitiva |                                                  |

| Relação reflexiva  |
| Relação transitiva |

| Pré-ordenado       | \| Relação reflexiva \| \| Relação transitiva \| |
| Relação reflexiva  |                                                  |
| Relação transitiva |                                                  |

| Relação reflexiva  |
| Relação transitiva |

| Pré-ordenado       | \| Relação reflexiva \| \| Relação transitiva \| |
| Relação reflexiva  |                                                  |
| Relação transitiva |                                                  |

| Relação reflexiva  |
| Relação transitiva |

| Pré-ordenado       | \| Relação reflexiva \| \| Relação transitiva \| |
| Relação reflexiva  |                                                  |
| Relação transitiva |                                                  |

| Relação reflexiva  |
| Relação transitiva |

| Pré-ordenado       | \| Relação reflexiva \| \| Relação transitiva \| |
| Relação reflexiva  |                                                  |
| Relação transitiva |                                                  |

| Relação reflexiva  |
| Relação transitiva |

| Pré-ordenado       | \| Relação reflexiva \| \| Relação transitiva \| |
| Relação reflexiva  |                                                  |
| Relação transitiva |                                                  |

| Relação reflexiva  |
| Relação transitiva |

| Pré-ordenado       | \| Relação reflexiva \| \| Relação transitiva \| |
| Relação reflexiva  |                                                  |
| Relação transitiva |                                                  |

| Relação reflexiva  |
| Relação transitiva |

| Pré-ordenado       | \| Relação reflexiva \| \| Relação transitiva \| |
| Relação reflexiva  |                                                  |
| Relação transitiva |                                                  |

| Relação reflexiva  |
| Relação transitiva |

| Pré-ordenado       | \| Relação reflexiva \| \| Relação transitiva \| |
| Relação reflexiva  |                                                  |
| Relação transitiva |                                                  |

| Relação reflexiva  |
| Relação transitiva |

| Pré-ordenado       | \| Relação reflexiva \| \| Relação transitiva \| |
| Relação reflexiva  |                                                  |
| Relação transitiva |                                                  |

| Relação reflexiva  |
| Relação transitiva |

| Pré-ordenado       | \| Relação reflexiva \| \| Relação transitiva \| |
| Relação reflexiva  |                                                  |
| Relação transitiva |                                                  |

| Relação reflexiva  |
| Relação transitiva |

| Pré-ordenado       | \| Relação reflexiva \| \| Relação transitiva \| |
| Relação reflexiva  |                                                  |
| Relação transitiva |                                                  |

| Relação reflexiva  |
| Relação transitiva |

| Pré-ordenado       | \| Relação reflexiva \| \| Relação transitiva \| |
| Relação reflexiva  |                                                  |
| Relação transitiva |                                                  |

| Relação reflexiva  |
| Relação transitiva |

| Pré-ordenado       | \| Relação reflexiva \| \| Relação transitiva \| |
| Relação reflexiva  |                                                  |
| Relação transitiva |                                                  |

| Relação reflexiva  |
| Relação transitiva |

| Pré-ordenado       | \| Relação reflexiva \| \| Relação transitiva \| |
| Relação reflexiva  |                                                  |
| Relação transitiva |                                                  |

| Relação reflexiva  |
| Relação transitiva |

| Pré-ordenado       | \| Relação reflexiva \| \| Relação transitiva \| |
| Relação reflexiva  |                                                  |
| Relação transitiva |                                                  |

| Relação reflexiva  |
| Relação transitiva |

| Pré-ordenado       | \| Relação reflexiva \| \| Relação transitiva \| |
| Relação reflexiva  |                                                  |
| Relação transitiva |                                                  |

| Relação reflexiva  |
| Relação transitiva |

| Pré-ordenado       | \| Relação reflexiva \| \| Relação transitiva \| |
| Relação reflexiva  |                                                  |
| Relação transitiva |                                                  |

| Relação reflexiva  |
| Relação transitiva |

| Pré-ordenado       | \| Relação reflexiva \| \| Relação transitiva \| |
| Relação reflexiva  |                                                  |
| Relação transitiva |                                                  |

| Relação reflexiva  |
| Relação transitiva |

| Pré-ordenado       | \| Relação reflexiva \| \| Relação transitiva \| |
| Relação reflexiva  |                                                  |
| Relação transitiva |                                                  |

| Relação reflexiva  |
| Relação transitiva |

| Pré-ordenado       | \| Relação reflexiva \| \| Relação transitiva \| |
| Relação reflexiva  |                                                  |
| Relação transitiva |                                                  |

| Relação reflexiva  |
| Relação transitiva |

| Pré-ordenado       | \| Relação reflexiva \| \| Relação transitiva \| |
| Relação reflexiva  |                                                  |
| Relação transitiva |                                                  |

| Relação reflexiva  |
| Relação transitiva |

| Pré-ordenado       | \| Relação reflexiva \| \| Relação transitiva \| |
| Relação reflexiva  |                                                  |
| Relação transitiva |                                                  |

| Relação reflexiva  |
| Relação transitiva |

| Pré-ordenado       | \| Relação reflexiva \| \| Relação transitiva \| |
| Relação reflexiva  |                                                  |
| Relação transitiva |                                                  |

| Relação reflexiva  |
| Relação transitiva |

| Pré-ordenado       | \| Relação reflexiva \| \| Relação transitiva \| |
| Relação reflexiva  |                                                  |
| Relação transitiva |                                                  |

| Relação reflexiva  |
| Relação transitiva |

| Pré-ordenado       | \| Relação reflexiva \| \| Relação transitiva \| |
| Relação reflexiva  |                                                  |
| Relação transitiva |                                                  |

| Relação reflexiva  |
| Relação transitiva |